# اویاترنس کی‌یف
اویاترنس کی‌یف (به انگلیسی: Aviatrans Kiev) یک شرکت هواپیمایی با کد یاتا KI است. دفتر مرکزی اویاترنس کی‌یف در کی‌یف، اوکراین واقع شده‌است و قطب این شرکت هواپیمایی در فرودگاه کی‌یف ژولیانی قرار دارد.